# FC Aldiyer Kurshab
El FC Aldiyer Kurshab es un equipo de fútbol de Kirguistán que juega en la Liga de fútbol de Kirguistán, la primera división de fútbol en el país.

## Historia
Fue fundado en el año 1998 en la ciudad de Kurshab y es el único equipo de la ciudad en llegar a jugar en la Liga de fútbol de Kirguistán.
Sus mayores logros han sido en las categorías inferiores, ya que todavía no han ganado un título importante hasta el momento.

## Palmarés
- Segunda Liga de Kirguistán - Zona Sur: 4

2011, 2012, 2013, 2015